# معتمد جمال
معتمد جمال (2 أغسطس 1973) هو لاعب كرة قدم مصري سابق ومدرب حالي لفريق ونادي الزمالك.

## مسيرته التدريبية
عمل معتمد جمال مدربا عاما في الزمالك، الأولى مع الهولندى رود كرول عام 2007، وحصل على بطولة كأس مصر، والمرة الثانية مع الألمانى راينر هولمان في عام 2008، وكانت المرة الثالثة في عام 2018.

### منتخب مصر للشباب
قاد معتمد جمال منتخب الشباب للصعود إلى كأس أمم أفريقيا بزامبيا 2017، على حساب أنجولا، وبلغ دور الـ 16، قبل أن تتم إقالته من تدريب الفريق.

### منتخب مصر الأوليمبي
عمل معتمد جمال كمدرب عام للمنتخب الأوليمبي مع شوقي غريب وفاز معهم ببطولة كأس الأمم الأفريقية للشباب تحت 23 سنة وحجز بطاقة التأهل إلى أولمبياد طوكيو.

### نادي الزمالك
في 5 نوفمبر 2023، قرر مجلس إدارة نادي الزمالك تعيين معتمد جمال مدربا عاما وقائما بأعمال المدير الفني عقب توجيه الشكر للكولومبي خوان كارلوس أوسوريو المدير الفني ومساعده فريدي هيرناندو ومدحت عبد الهادي المدرب العام.
في 07 ديسمبر 2023، أعلن نادي الزمالك رسميا توقيعه عقدا مع معتمد جمال ليصبح المدير الفني للفريق بشكل مؤقت.